# Haiming (Tirol)

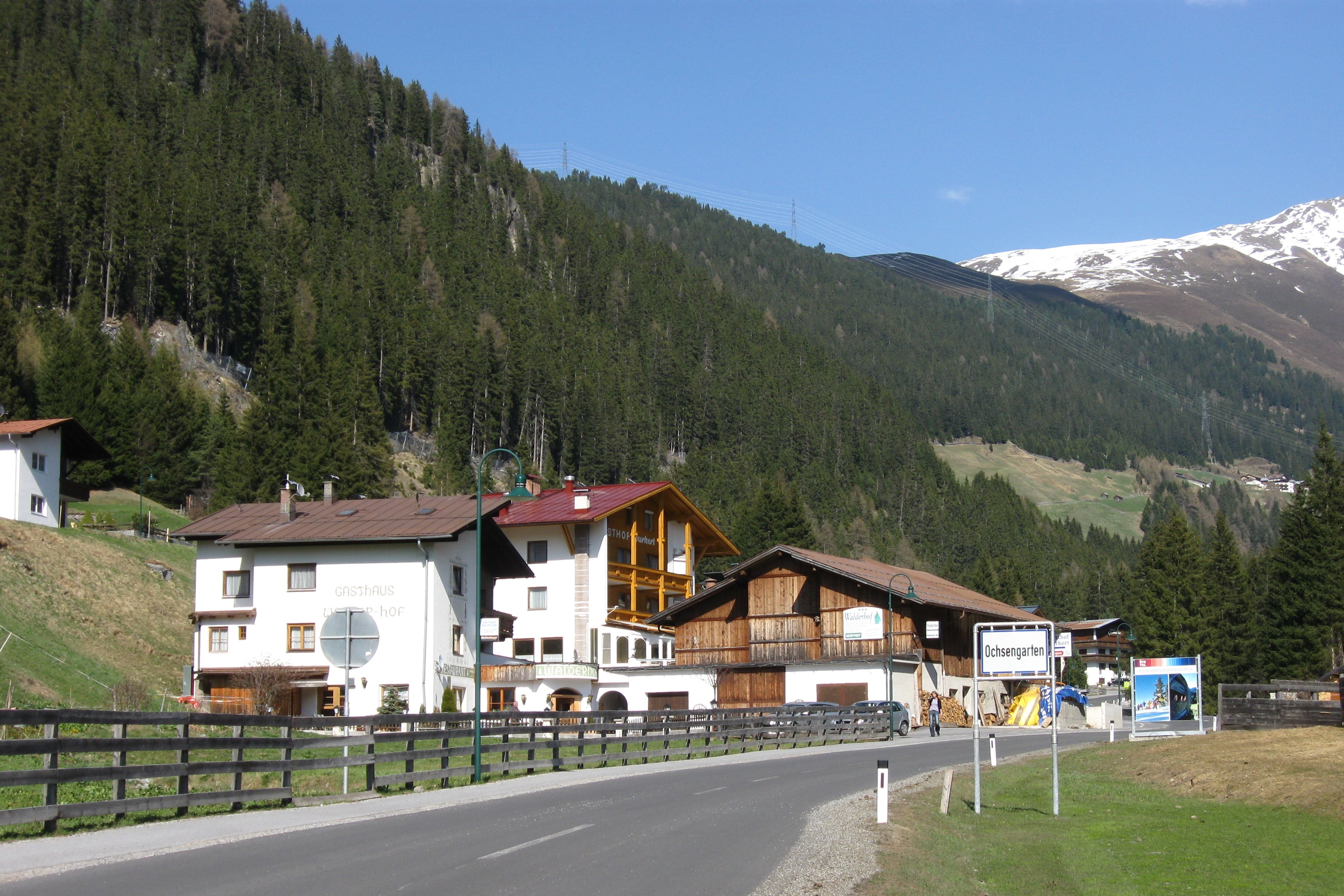
Ortsteil Ochsengarten, westliche Ortseinfahrt

Haiming ist eine Gemeinde im Oberinntal in Tirol, Österreich, zwischen Telfs und Imst gelegen. Sie befindet sich im Bezirk Imst (Gerichtsbezirk Silz), hat 4877 Einwohner (Stand 1. Jänner 2025) und erstreckt sich in 670 Metern Höhe über eine Fläche von 40,21 km².

## Geografie
Der Hauptort liegt am Rand des Tschirgant-Bergsturzes und ist landwirtschaftlich geprägt (Obstbau), während sich im Ortsteil Ötztal-Bahnhof (am Eingang des Ötztales) ein ausgedehntes Industrie- und Wohngebiet gebildet hat. Der Haimingerberg hat sein bergbäuerliches Aussehen zum Teil erhalten. Der Ortsteil Ochsengarten hat als einer der beiden Zubringerstützpunkte des Schigebietes Hochoetz sowie durch die Nähe des ostwärts benachbarten Kühtai auch Anteil am Wintertourismus. Ansonsten ist Haiming durch den Sommertourismus (Rafting am oberen Inn) bestimmt.

### Gemeindegliederung
Das Gemeindegebiet umfasst folgende sechs Ortschaften (Einwohner Stand 1. Jänner 2025):
- Brunau (107)
- Haiming (2572)
- Haimingerberg (343)
- Ochsengarten (133)
- Ötztal-Bahnhof (1580)
- Schlierenzau (142)

Die Gemeinde besteht aus der einzigen Katastralgemeinde Haiming.
| Katastralgemeinden  | Ortschaften in der Gemeinde |
| ------------------- | --- |
| Haiming (40,20 km²) | Brunau (D) Ambach (D) Haiming (D) Magerbach (W) Haimingerberg Grün (W) Gwiggen (ZH) Hausegg (W) Höpperg (D) Larchet (W) Mittelberg (R) Ochsengarten Kössl (R) Marlstein (ZH) Obergut (ZH) Unterhäusern (W) Wald (R) Ötztal-Bahnhof (D) Riedern (W) Schlierenzau (D) |
| Legende             | |

| In der Spalte Katastralgemeinden sind sämtliche Katastralgemeinden einer Gemeinde angeführt. In der Klammer ist die jeweilige Fläche in km² angegeben. |
| In der Spalte Ortschaften sind sämtliche von der Statistik Austria erfassten Siedlungen, die auch eine eigene Ortschaftskennziffer aufweisen, angeführt. In der Hierarchieebene derselben Spalte, rechts eingerückt, werden nur Ansiedlungen, die mindestens aus mehreren Häusern bestehen, dargestellt. Die wichtigsten der verwendeten Abkürzungen sind: - M = Hauptort der Gemeinde - Stt = Stadtteil - R = Rotte - W = Weiler - D = Dorf - ZH = Zerstreute Häuser - Sdlg = Siedlung - Hgr = Häusergruppe - E = Einzelgehöft (nur wenn sie eine eigene Ortschaftskennziffer haben) Die komplette Liste der Statistik Austria ist in: Topographische Siedlungskennzeichnung nach STAT Zu beachten ist, dass manche Orte unterschiedliche Schreibweisen haben können. So können sich Katastralgemeinden anders schreiben als gleichnamige Ortschaften bzw. Gemeinden. Quelle: Statistik Austria – |

### Nachbargemeinden
Alle neun Nachbargemeinden von Haiming liegen im Bezirk Imst.
| Tarrenz          | Nassereith Obsteig                          | Silz |
| Karrösten Karres | Kompassrose, die auf Nachbargemeinden zeigt | Silz |
| Roppen           | Sautens Oetz                                | Silz |

### Klima
|                        | Jan  | Feb  | Mär  | Apr  | Mai  | Jun  | Jul  | Aug  | Sep  | Okt  | Nov  | Dez  |   |      |
| Mittl. Temperatur (°C) | −2,4 | −0,7 | 4,1  | 8,3  | 13,3 | 16,1 | 18,0 | 17,2 | 13,2 | 8,1  | 2,2  | −1,8 | ⌀ | 8    |
| Mittl. Tagesmax. (°C)  | 2,9  | 5,6  | 11,3 | 15,8 | 20,8 | 23,5 | 25,8 | 24,8 | 20,5 | 15,4 | 7,8  | 3,1  | ⌀ | 14,8 |
| Mittl. Tagesmin. (°C)  | −6,4 | −5,3 | −1,3 | 2,1  | 6,6  | 9,8  | 11,6 | 11,5 | 7,9  | 3,6  | −1,6 | −5,1 | ⌀ | 2,8  |
|                        |      |      |      |      |      |      |      |      |      |      |      |      |   |      |
| Niederschlag (mm)      | 38   | 33   | 46   | 38   | 67   | 97   | 111  | 116  | 66   | 48   | 47   | 45   | Σ | 752  |
|                        |      |      |      |      |      |      |      |      |      |      |      |      |   |      |
| Luftfeuchtigkeit (%)   | 64,5 | 52,0 | 42,9 | 40,0 | 41,9 | 45,4 | 46,3 | 48,0 | 49,6 | 52,4 | 62,3 | 71,1 | ⌀ | 51,4 |

| −6,4 |

| −5,3 |

| −1,3 |

| 2,1 |

| 6,6 |

| 9,8 |

| 11,6 |

| 11,5 |

| 7,9 |

| 3,6 |

| −1,6 |

| −5,1 |

| −6,4 |

| −5,3 |

| −1,3 |

| 2,1 |

| 6,6 |

| 9,8 |

| 11,6 |

| 11,5 |

| 7,9 |

| 3,6 |

| −1,6 |

| −5,1 |

## Geschichte
Am so genannten Kendlschrofen in Ambach sind Belege aus der Bronzezeit (2200 bis 800 v. Chr.) gefunden worden. Ein 1952 ergrabenes Urnenfeld beim Forchet, genau am Wiesenrain (dem heutigen Teich beim Umspannwerk), belegt, dass die Gegend von Haiming bereits um 800 v. Chr. besiedelt war. Die erste urkundliche Erwähnung Haimingen erfolgte aber erst im Jahre 1269 in einer Kaufurkunde von Meinhard II., in der er dem Grafen Heinrich von Eschenlohe fünf Höfe im Gebiet des Gerichts Petersberg abkaufte. Der Ortsname geht auf den altbairischen Personennamen Haimo zurück, der mit -ing-Suffix verbunden wurde (‚Siedlung des Haimo‘).
1313 schien Haiming erstmals als Untergemeinde beim Gericht St. Petersberg auf, die Brücke über den Inn 1320. Bis 1939 war diese Strecke aktiv, jedoch mussten wegen Steinschlaggefahr neue Konzepte entworfen werden, um den Straßenverlauf neu zu versetzen.
Im Jahre 1315 wurde in Ochsengarten ein Schwaighof urkundlich genannt. In diesem Ortsteil befindet sich eine der ältesten hochalpinen Dauersiedlungen Tirols. Im Mittelalter fand man in der Umgebung einen marmorartigen Stein, der bei vielen Kirchenbauten Verwendung fand. Eine Geschichte erzählt, dass Herzog Friedrich IV. bei seiner Flucht aus Konstanz sich einige Tage in einer Hütte im Wald unterhalb des Brandseetales aufgehalten haben soll.
Ab dem Jahre 1627 bilden Haiming, Schlierenzau und Ochsengarten eine eigene Gemeinde des Gerichts Petersberg. Beim Bau der Arlbergbahn verlegte man 1884 eine Brücke über die Ötztaler Ache, 1893 folgte der Bau des Bahnhofs Ötztal.
Nach dem Anschluss Österreichs plante die Westtiroler Kraftwerke AG, ein Tochterunternehmen der Alpen-Elektrowerke-AG (AEW), im Ötztal die Errichtung einer Kette von Speicherkraftwerken. Im Zuge der Kraftwerksplanung mussten in den Jahren 1941/1942 zahlreiche Bauern in Haiming Grundstücke an die Kraftwerksgesellschaft abtreten und wurde auf diesen Flächen das Zwangsarbeiterlager Lager Haiming errichtet. Nach Ende des Zweiten Weltkriegs wurde das Lager Haiming in ein Flüchtlingslager umfunktioniert. Der Standort erfuhr im Februar 2017 ein verstärktes Medieninteresse, da die TIWAG ein 95.000 m² großes Grundstück (Beinkorbwiesen), auf dem sich das ehemalige Lager befunden hat, an den Speckerzeuger Handl Tyrol verkaufte. 34 Bauern forderten im März 2017 die Rückübereignung ihrer ehemaligen Grundstücke, da sie ihnen im Nationalsozialismus abgepresst worden wären. Nachdem eine Kommission zunächst die Rechtmäßigkeit  der Übertragung festgestellt hatte, brachten die Erben der Bauern zu Beginn des Jahres 2024 Beschwerde bei der Europäischen Kommission ein.
Im Zweiten Weltkrieg errichtete die deutsche Luftfahrtindustrie einen großen Windkanal in Haiming, welcher nach 1945 abgebaut wurde. Von ihm wurde einiges Material für die Reparatur der Brixlegger Eisenbahnbrücke verwendet. Im Jahre 1951 stellte man den Windkanal in Hochsavoyen wieder auf. Auch heute noch sind Originalteile in Verwendung.
1958 benannte man den Silzerberg in Haimingerberg um. 1972 wurde eine Straße von Haiming nach Ochsengarten gebaut. Sie führt über das so genannte Sattele.

### Bevölkerungsentwicklung
EinwohnerJahr100020003000400050001860189019201950198020102040EinwohnerEinwohnerentwicklung von Haiming

## Kultur und Sehenswürdigkeiten
- Pfarrkirche Haiming
- Pfarrkirche Ochsengarten
- Pfarrkirche Ötztal-Bahnhof
- Expositurkirche Haimingerberg
- Wasserleitungsstollen aus dem Jahr 1539[12]

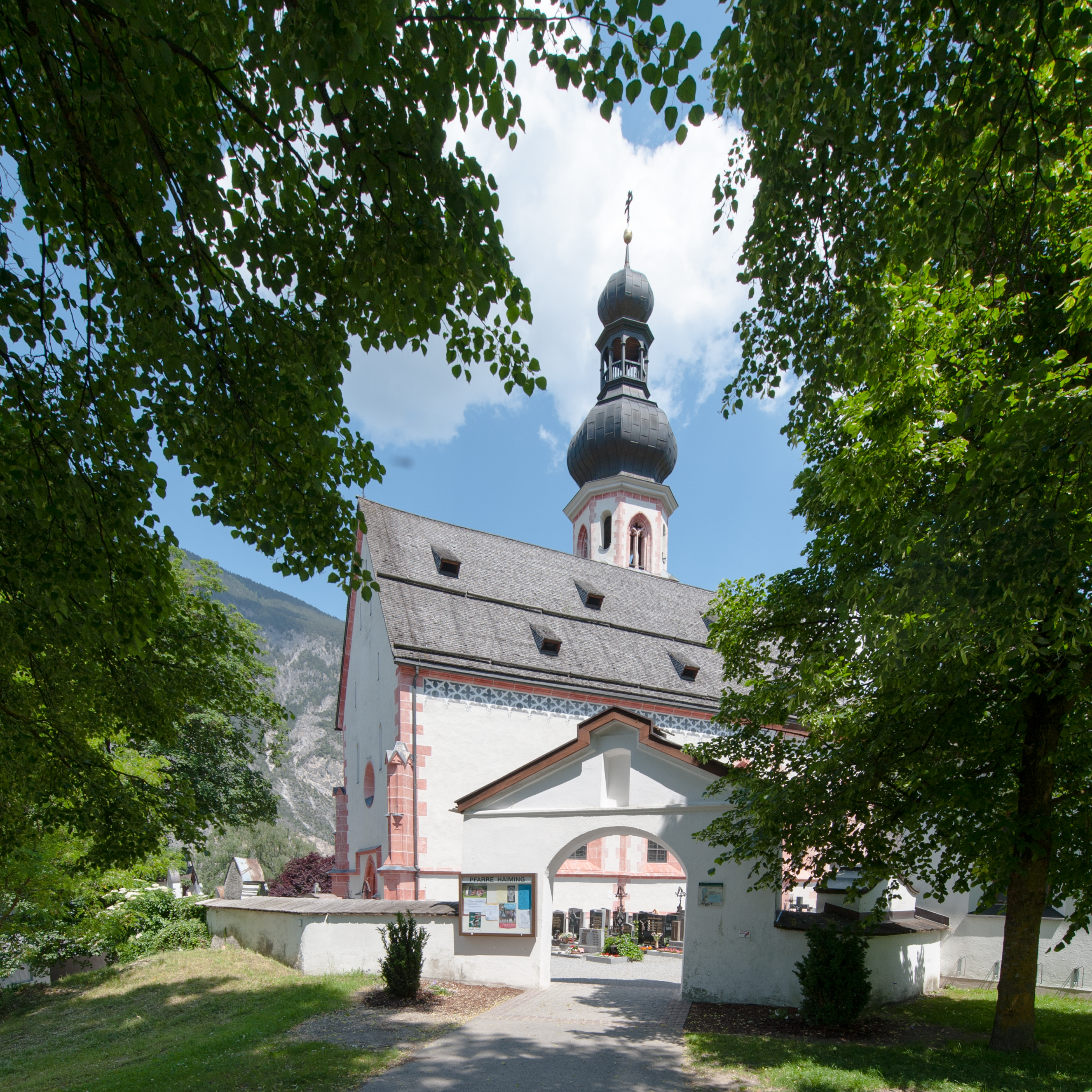
Pfarrkirche hll. Chrysanthus und Daria
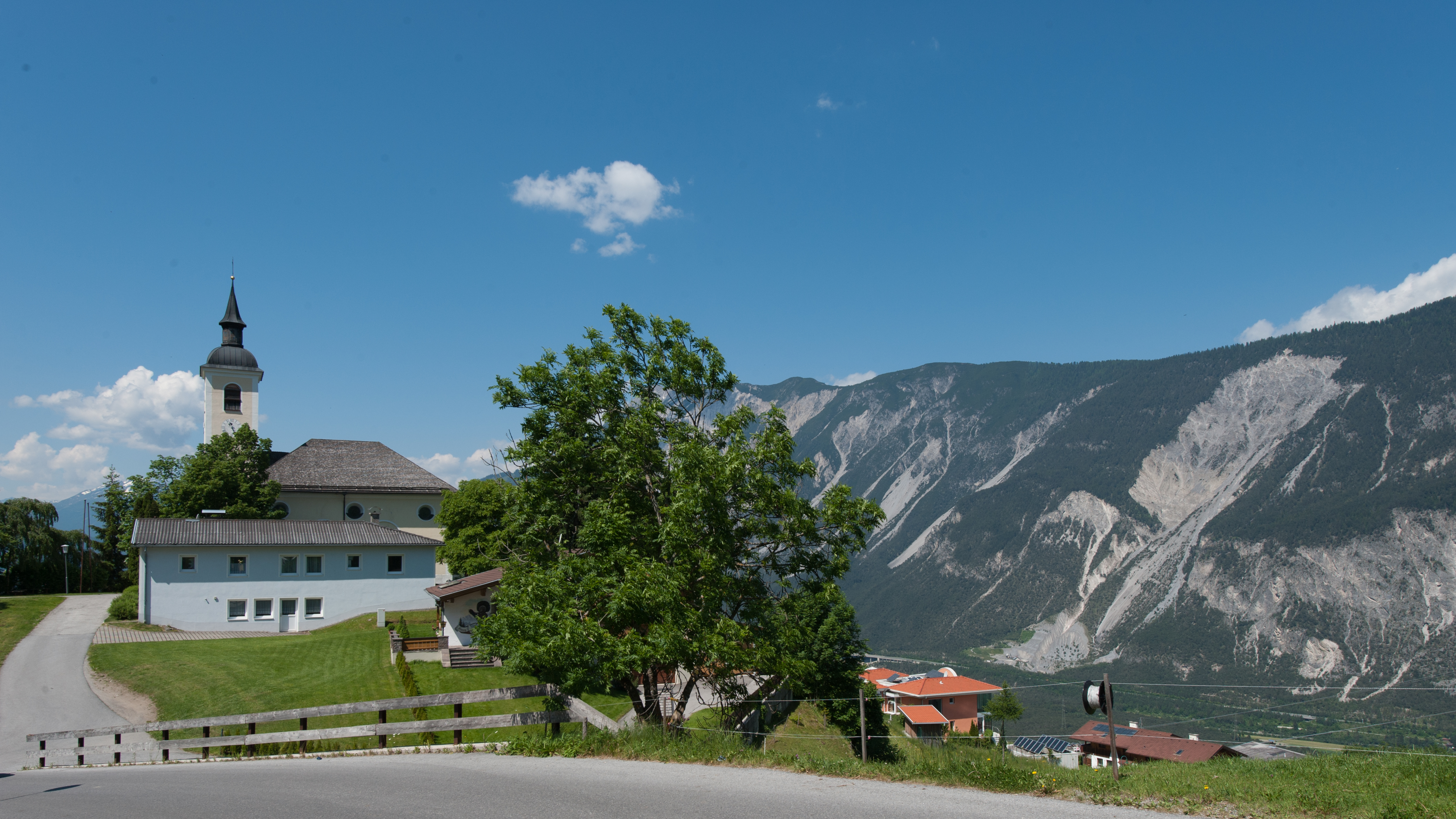
Kirche Mariae Heimsuchung in Haimingerberg

## Wirtschaft und Infrastruktur

### Verkehr

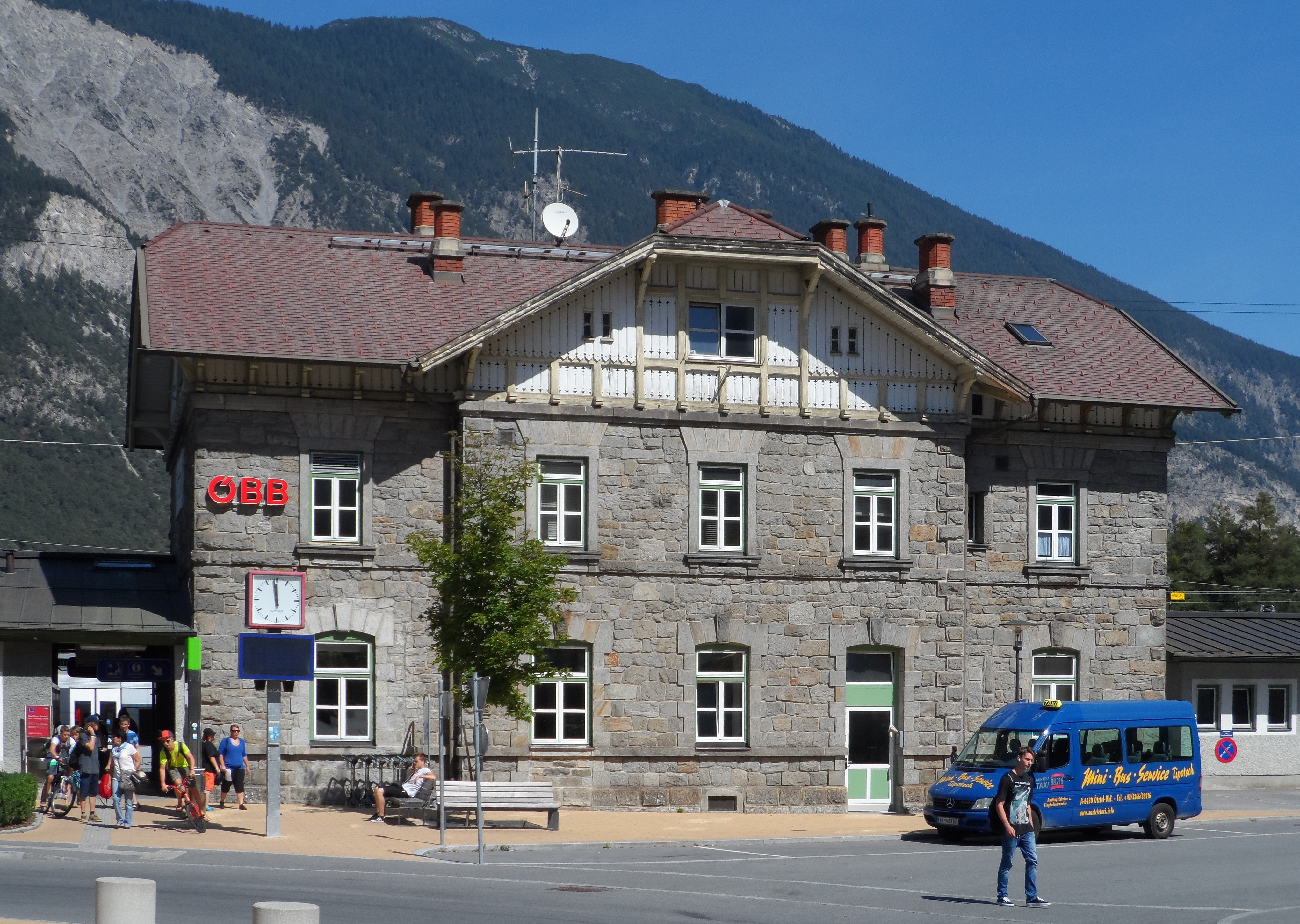
Bahnhof Ötztal

Haiming liegt an der Tiroler Straße B 171 und ist über die Anschlussstelle Haiming-Ötztal an die Inntal Autobahn angebunden. An der Arlbergbahn liegen die Haltestelle Haiming (Halt der S-Bahn Tirol) und der Bahnhof Ötztal, an dem auch der Fernverkehr hält.

### Energiewirtschaft
Auf dem Ortsgebiet befindet sich das Umspannwerk Westtirol der APG mit Höchstspannungsleitungen nach Pradella, Bürs, Leupolz, Zell am Ziller, Silz und Prutz. Der Landesenergieversorger Tiwag plant die Errichtung eines Ausleitungskraftwerkes mit einem Ausleitungsausgleichsbecken in Magerbach. Es gibt Befürchtungen, wonach damit die Wasserversorgung der Gemeinde Haiming beeinträchtigt werden könnte. Dies gilt auch für das Projekt Pumpspeicherkraftwerk Platzertal, bei dem Wasser aus dem Ötztal abgeleitet werden könnte. Mögliche Auswirkungen durch dieses Bauvorhaben: Eine Störung der Quellen in Brunau, welche die Hauptversorgung der Gemeinde Haiming darstellen.

## Politik

### Gemeinderat
In den Gemeinderat werden 17 Mandatare gewählt:
| Partei                                                | 2022    | 2022    | 2022      |
| Partei                                                | Prozent | Stimmen | Mandatare |
| ----------------------------------------------------- | ------- | ------- | --------- |
| Allgemeine Liste 1 (AL1)                              | 30,47   | 798     | 6         |
| Neue Bürgerliste Haiming (/BÜRGERLI)                  | 27,22   | 713     | 5         |
| Wir Haiminger (WIR)                                   | 13,52   | 354     | 2         |
| Gemeinsam für Haiming mit Wolfgang Suitner (/SUITNER) | 12,83   | 336     | 2         |
| Die Grünen – Gemeinde Haiming (GRÜNE)                 | 8,25    | 216     | 1         |
| Akzente4Haiming SPÖ (A4H)                             | 5,66    | 122     | 1         |
| Haiminger Liste Perwög Josef (/HL)                    | 3,05    | 80      | 0         |

### Bürgermeister
- Zoller Johann, „Franzeppn“, 1899–1908, Ehrenbürger der Gemeinde Haiming
- Sterzinger Josef, 1908–1912
- Stigger Tobias, „Hartler“, 1912–1919
- Stigger Josef, 1919–1935
- Zoller Johann, „Urweles“, 1935–1938
- Auderer Erich, 1938–1939
- Götsch Albrecht, 1940–1941
- Golser Erwin, 1942–1945
- Kapeller Karl, 1945–1968, Ehrenbürger der Gemeinde Haiming
- Stigger Wilfried, 1968–1992
- Leitner Josef, 1992–2022
- Ofner Michaela, seit 2022[15]

### Wappen
Blasonierung:
„In Rot drei goldene Ähren, deren Halme von einem schwarzen Zahnrad bedeckt sind.“
Die Farben der Gemeindefahne sind Gelb-Rot.
Mit den Ähren und dem Zahnrad verweist das 1984 verliehene Gemeindewappen auf die beiden wichtigsten Erwerbszweige in der Gemeinde, Landwirtschaft und Industrie.

### Gemeindepartnerschaften
- Pozuzo, Peru